# The Rolling Stones 2nd Irish Tour 1965
El 2nd Irish Tour 1965 es una gira realizada por la banda inglesa The Rolling Stones. El tour se realizó en Irlanda, entre los días 3 y 4 de septiembre de 1965. Se realizaron solamente 2 shows.

## Miembros de la banda
- Mick Jagger voz, armónica
- Keith Richards guitarra
- Brian Jones guitarra, voz
- Bill Wyman bajo
- Charlie Watts batería, percusión

## Fechas de la gira
- 03/09/1965  Adelphi Theatre, Dublín
- 04/09/1965  ABC Theatre, Belfast